# Juden für Jesus

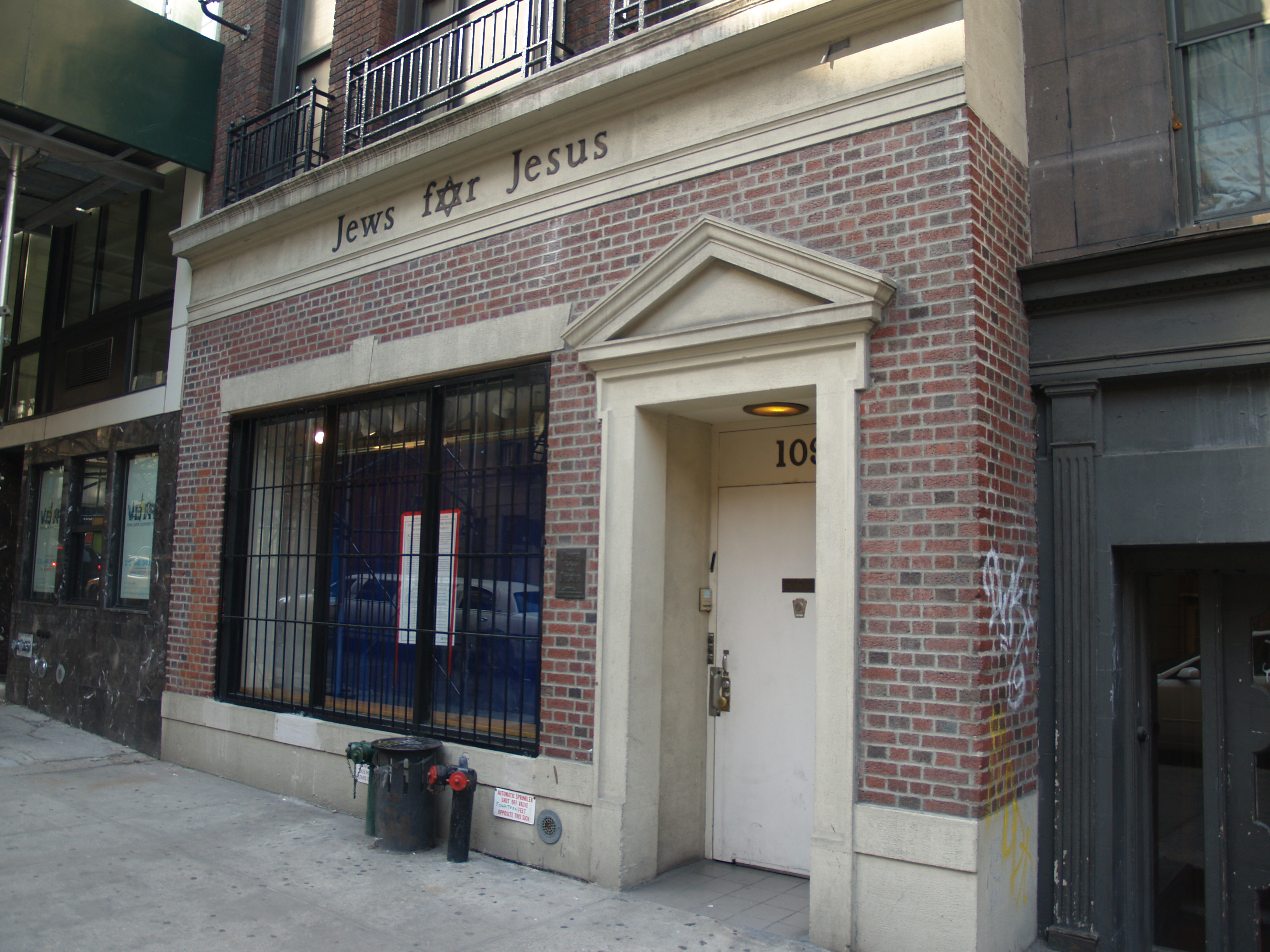
Büro des Missionswerks Jews for Jesus in New York City

Juden für Jesus (englisch Jews for Jesus; JfJ) ist ein amerikanisches, evangelikales Missionswerk, das Juden zum Christentum bekehren will. Es wird dem religiösen Synkretismus hinzugerechnet, weil in ihm Elemente des Judentums und des Christentums vermischt und zu einem neuen Weltbild verschmolzen werden. Juden für Jesus verstehen sich als jüdische Organisation, ein Anspruch, der von allen jüdischen Denominationen abgelehnt wird.

## Geschichte
Das Missionswerk wurde 1973 in Nordkalifornien von Moishe Rosen (1932–2010), ursprünglich Martin Meyer Rosen, gegründet, als im Rahmen der jugendlichen Gegenkultur neue religiöse Bewegungen Zulauf erhielten. Rosen, als Sohn jüdischer Eltern in Kansas, Missouri geboren, konvertierte zum Christentum und wurde baptistischer Geistlicher. Er arbeitete für das American Board of Missions to the Jews, trennte sich 1973 jedoch von dieser Organisation und begann selbstständig mit der Judenmission.
Leiter des Werks, das seinen Sitz in San Francisco hat, wurde 1996 als Nachfolger Rosens David Brickner. An einer Veranstaltung am 17. August 2008 mit Brickner nahm die republikanische Gouverneurin Sarah Palin teil, die kurz darauf für das Amt der US-Vizepräsidentin kandidierte. Brickner bezeichnete in seiner Rede terroristische Anschläge auf Israel als ein Gottesurteil gegen Juden, die sich dem Christentum verweigerten. Nachdem ein Sturm der Entrüstung über Palins Anwesenheit ausbrach, weil sie als Israel-feindlich angesehen wurde, distanzierte sich die Politikerin von Brickner.
Der deutsche Zweig der Organisation wurde 1999/2000 in Essen gegründet und wird seit 2003 von Avi Snyder geleitet. Zwischen der Deutschen Evangelischen Allianz und Juden für Jesus bestehen freundschaftliche Kontakte.

## Methoden zur Missionierung
Juden für Jesus verlegen Broschüren mit hebräischen Übersetzung des Neuen Testaments, sie verwenden Volkslieder und Schauspiele der Messianischen Juden, eigene mehrsprachige Websites, vierteljährliche Briefsendungen, wöchentliche Telefonate und Videos, um Juden zu missionieren.
Zielgruppen ihrer Mission sind vor allem neue Immigranten, ältere Personen, Studierende und Familien mit gemischten Religionszugehörigkeiten. In Deutschland werden gezielt Kontingentflüchtlinge aus Osteuropa angesprochen, deren geringes Wissen über das Judentum sich JfJ zunutze macht.
Im Jahr 1999 entschied sich der Internetanbieter Lycos nach Protesten jüdischer Organisationen, einen bestehenden Werbevertrag mit Juden für Jesus nicht zu verlängern, bei dem ein Werbebild der Gruppe erschien, wenn das Wort „jewish“ in die Suchmaschine eingegeben wurde.

## Gegenpositionen
Kritik an Juden für Jesus kommt sowohl von christlicher wie jüdischer Seite.
So wirft beispielsweise eine Dachorganisation verschiedener christlicher Denomination in Washington, D.C. Jews for Jesus vor, ihre Tätigkeit stehe im Widerspruch zu interreligiösem Respekt und Toleranz.
In einer Erklärung haben Exponenten der verschiedenen jüdischen Religionsgemeinschaften in den USA in den 1990er Jahren festgehalten, dass jüdisch-christliche Gruppen wie die Juden für Jesus keine jüdischen Organisationen sind und ihre Angehörigen, die nach den jüdischen Religionsgesetzen Juden sind, nicht Mitglieder einer jüdischen Gemeinde werden können und keinen Anspruch auf die israelische Staatsbürgerschaft kraft des Rückkehrgesetzes haben.
Der Berliner Publizist und Rabbiner Andreas Nachama kritisiert das Missionswerk: „Aus der Sichtweise von in jüdischen Strukturen organisiertem Judentum schließt es sich schlicht aus, an Jesus zu glauben und Jude zu sein“ und spricht von „klassischem Antijudaismus“. Sein Kollege, Rabbiner Chaim Z. Rozwaski sieht einen Versuch, das Judentum an seinen Zweigen und Wurzeln zu zerstören: „‚Messianisches Judentum‘ ist eine böswillige Bewegung, weil sie gleichermaßen Judentum und Christentum entstellt und die Wahrheit über beide Religionen verdreht. Christentum ist in seinem Kern die Verneinung des Judentums, so wie das Judentum in seinem Wesen die Verneinung des Christentums ist. Zu behaupten, es sei möglich, ein ‚Jude für Jesus‘ zu sein, beschädigt das Gewissen und das religiöse Denken beider Richtungen, und in diesem Sinne ist die Bewegung böswillig“.